# Irene Lisboa
Irene do Céu Vieira Lisboa (Arranhó, Arruda dos Vinhos, 25 de dezembro de 1892 – Santa Isabel, Lisboa, 25 de novembro de 1958) foi uma escritora, professora e pedagoga portuguesa. Tem uma biblioteca com o seu nome em Arruda dos Vinhos.

## Biografia
Nasceu no Casal da Murzinheira, na freguesia de Arranhó, no concelho de Arruda dos Vinhos, no dia 25 de Dezembro de 1892. A propriedade era posse da sua madrinha, Guilhermina da Conceição Chaves. Era filha de uma relação fortuita entre Luís Emílio Vieira Lisboa e uma criada, Maria Joaquina, que mais tarde desapareceu após se ter juntado a um trabalhador da Quinta de Monfalim (também propriedade da madrinha de Irene). Irene foi, assim, batizada em 1898, em Lisboa, como filha de pais incógnitos, para poder frequentar o colégio interno na cidade. Frequentou colégios internos até o pai se juntar, em 1905, com Maria da Saudade Ascensão Cavalheiro, que ficou como madrasta de Irene e a tirou do colégio interno que frequentava, obrigando-a ficar na Quinta de Monfalim, sujeita à maldade e à inveja da madrasta.
Em 1907, juntamente com a madrinha, foi viver para Lisboa, onde iniciou os estudos na Escola Maria Pia, aí conhecendo Ilda Moreira, sua grande amiga, ilustradora e editora dos seus textos. No entanto, a casa onde vivia foi totalmente pilhada pela madrasta, que raptou a madrinha de Irene. Leccionou na Escola Normal Primária de Lisboa entre 1910 e 1914, onde criou e dirigiu o jornal estudantil Educação Feminina, publicado pela primeira vez em 1913, e rapidamente extinto pelo Conselho Escolar devido às críticas à escola. Ao concluir o curso, Irene Lisboa trabalha na escola do Beato, e depois na escola da Tapada da Ajuda. Entre 1929 e 1934 foi bolseira do Instituto Nacional de Educação, e continuou os estudos em Genebra, e depois em Bruxelas e Paris. Em Portugal especializou-se em Ciências de Educação. Isto permitiu-lhe escrever várias obras sobre assuntos pedagógicos. Durante a estadia em Genebra, mercê de uma bolsa do Instituto de Alta Cultura, teve a oportunidade de conhecer Jean Piaget e Édouard Claparède, com quem estudou no Instituto Jean-Jacques Rousseau.
Começou a vida profissional como professora da educação infantil. Em 1932 recebeu o cargo de Inspectora Orientadora do ensino primário e infantil. Como destaca Rogério Fernandes: «o programa de tal departamento desenhado por Irene Lisboa, reformulava de alto a baixo as funções de um órgão estatal até aí consagrado exclusivamente ao controlo ideológico, administrativo e disciplinar dos docentes.» Eis a razão porque Irene Lisboa foi afastada do cargo, primeiro para funções burocráticas – foi nomeada para a Junta de Educação Nacional – e depois, em 1940, optou pela aposentação, após recusar um lugar de professora em Braga. Na verdade, foi uma forma de exílio para uma pedagoga incómoda pelas suas ideias inovadoras, que aplicavam o que aprendera no estrangeiro.
Irene Lisboa dedicou-se por completo à produção literária e às publicações pedagógicas, depois de se reformar aos 48 anos. No entanto não foi livre na expressão dos seus pensamentos. «Restavam-lhe a imprensa, o livro, a conferência. Grande parte das suas intervenções tem, precisamente, esses suportes, mas convém não esquecer que o controlo censório exercido pela ditadura salazarista sobre a expressão pública do pensamento não lhe permitiu certamente a transmissão das suas opiniões com toda a claridade.»
Isto levou-a adoptar pseudónimos para escrever as suas opiniões, nomeadamente João Falco, Manuel Soares e Maria Moira.
Faleceu em sua casa, na Rua de S. Bernardo, n.º 102, 4.º andar, freguesia de Santa Isabel, em Lisboa, a 25 de Novembro de 1958, a um mês de cumprir 66 anos de idade, vítima de carcinoma do cólon transverso. Os restos mortais da escritora foram, em 13 de Janeiro de 2013, trasladados do cemitério da Ajuda, em Lisboa, para o cemitério de Arruda dos Vinhos.

## Reconhecimento
A obra literária que produziu foi elogiada por alguns dos seus pares como José Rodrigues Miguéis, José Gomes Ferreira, João Gaspar Simões, Vitorino Nemésio e José Régio, embora nunca tenha tido grande aceitação por parte do público.
Em sua homenagem a Federação Nacional dos Professores fundou, em 12 de Janeiro de 1988, o Instituto Irene Lisboa.
A 19 de Maio de 1989, foi agraciada, a título póstumo, com o grau de Comendador da Ordem da Liberdade.
O seu nome faz parte da toponímia de Arruda dos Vinhos, cuja biblioteca municipal tem o seu nome. No mesmo concelho, foi criado em 1999, na freguesia de Arranhó, o Museu Irene Lisboa.
A realizadora Marta Pessoa recorreu à sua obra e à de Maria Judite de Carvalho para criar a personagem principal do seu filme Donzela Guerreira.

## Caracterização da obra
A produção literária de Irene do Céu Vieira Lisboa divide-se pela poesia, pelo conto, pela crónica e pela novela. Apesar da variedade das formas toda a sua obra se caracteriza por ter um núcleo intimista e autobiográfico que a unifica.
Irene Lisboa estreia-se no palco literário português em 1926 com Treze Contarelos Que Irene Escreveu e Ilda Ilustrou, um livro de contos destinado às crianças. Como diz Violante Magalhães no artigo "Irene Lisboa e a literatura para crianças" a obra, tal como os outros escritos da autora para os mais pequenos, caracteriza-se por um estilo de oralidade e discurso directo. Ao longo do livro Irene Lisboa usa a frase curta, mas bem estruturada. Tudo com o propósito de cumprir as ideias pedagógicas desenvolvidas nos seus trabalhos teóricos que publicava sob o nome de Manuel Soares.
Entretanto, continua a colaboração com jornais e revistas da época, dos quais se destacam Seara Nova, Presença e O Diabo.
Em 1936, sob o pseudónimo de João Falco, publica o segundo livro, desta vez de poesia, intitulado Um dia e outro dia… – Diário de uma Mulher. No ano seguinte, sob o mesmo pseudónimo, surge Outono havias de vir, outra obra de poesia.
Como destaca Paula Morão, os poemas de Irene Lisboa, isentos de rimas e de ritmo regular, são muitas das vezes intercalados por frases mais longas nas quais não se mantém a aparência gráfica dos versos. Como diz a própria Irene Lisboa: "Ao que vos parecer verso chamai verso e ao resto chamai prosa."  Esta ruptura com os cânones da lírica tradicional insere-se na polémica sobre a afirmação do verso livre em Portugal. José Correia do Souto escreve que a poesia de Irene Lisboa toca os temas concretos, quotidianos, mas sempre com um olhar "de quem vê nascer o Mundo em cada humilde manifestação de vida". É uma escrita confessional que valoriza as pequenas coisas da gente do povo e implicitamente critica valores burgueses.
Ainda sob o nome de João Falco aparece em 1939 o livro titulado Solidão – Notas do punho de uma mulher, que, pela inserção das datações genéricas e pelo carácter introspectivo, se aproxima do género diarístico. A mesma temática intimista, o estilo e a característica fragmentação de Solidão – Notas do punho de uma mulher têm continuação em Apontamentos e em Solidão – II. Publicados respectivamente em 1943 e em 1966 são livros de cunho autobiográfico em que uma voz feminina fala de si e do seu íntimo. Predomina o tema de solidão e da queixa pela ausência do amor, o que não impede a autora um olhar vasto do mundo.
As novelas Começa uma vida (1940) e Voltar atrás para quê? (1956) também se situam na vertente autobiográfica da escritora. As duas relatam a vida de uma rapariga desde a sua infância até aos dezoito anos. Contam os acontecimentos que a tornaram solitária, agressiva e muito atenta ao mundo que a rodeava. Como diz Paula Morão:
"separada da mãe cerca dos três anos, vive com o pai e uma madrinha na quinta desta, estigmatizada por uma bastardia que o crescimento vem agudizar, não só pelas suas sequelas no imaginário da protagonista, mas pelas consequências práticas sobre a sua vida, vendo-se desprovida de bens materiais e sobretudo simbólicos (nunca reconhecida pelo pai e espoliada dos seus direitos por acção de gente ambiciosa e sem escrúpulos). Sendo uma história pessoal, um "caso", ela é também exemplar de um certo tempo português do começo do século XX, caracterizado pela decadência dos terra-tenentes e da burguesia promovida pelo dinheiro à custa do sacrifício dos mais fracos."
Outra vertente da prosa de ficção de Irene Lisboa centra-se nas curtas formas de narrativa, que a própria escritora denomina como "crónica" ou "reportagem". Esta Cidade!, O pouco e o muito – Crónica urbana, Título qualquer serve para novelas e noveletas, Crónicas da Serra, são algumas destas curtas obras que retratam tanto o mundo urbano lisboeta como o rural e o serrano. Nelas Irene Lisboa toma como motivo central os pequenos dramas quotidianos do povo, sobretudo das mulheres que frequentemente aparecem como personagens passivas e sofredoras. As histórias são cheias de melancolia e comoção da autora. Assim escreve Massaud Moisés sobre estas obras de Irene Lisboa:
"Certa melancolia, fruto possível dum solipsismo de raiz e de hábito, envolve os quadros dramáticos, dando-lhes o carácter de vistos através de lágrimas ou dum véu de comoção que a narradora não esconde nem atenua. Resulta disso uma escritora humaníssima, aderida às pessoas com uma simpatia ultra-estética, que advém de ser uma sensibilidade a sua, apta a fixar a mínima vibração da alma humana"
Consequentemente, Irene Lisboa mostra-se como uma escritora muito humana e sensível ao drama dos outros.
Podemos resumir a obra de Irene Lisboa com as palavras de Jacinto do Prado Coelho que constata que:
"Ainda a propósito dos seus livros, diz-se que tudo o que produziu reage a uma desolada situação de mulher alta e livre num mundo atrasado meio pequeno-burguês, conseguindo vencer a solidão, graças a uma convivência aberta à gente simples da rua, da escada de serviço, com quem se integra no seu próprio linguajar através de alguns dos seus livros"
Concluímos que mercê a esta convivência aberta com a gente simples da rua com a qual se integra na sua escrita, redescobrindo o amor das coisas simples e revalorizando os pequenos factos do quotidiano sem história, Irene Lisboa consegue vencer a solidão.
Irene Lisboa, além duma vasta obra literária deixou muitos trabalhos científicos na área da Pedagogia.

## Obras Seleccionadas
A obra de Irene Lisboa abarcou vários géneros literários:
- 1991 - Poesia – I, colecção Obras de Irene Lisboa, da Editorial Presença

Novelas
- 1940 - Começa uma Vida (sob o pseudónimo de João Falco), Seara Nova, Lisboa[33]
- 1956 - Voltar atrás para quê?, Livraria Bertrand, Lisboa[34][35]
- 1958 - Título qualquer serve para novelas e noveletas, Portugália Editora, Lisboa[36]

Literatura infantil
- 1926 - Treze Contarelos Que Irene Escreveu e Ilda Ilustrou, editado por ela e por Ilda Moreira[37]
- 1955 - Uma mão cheia de nada, outra de coisa nenhuma, Portugália Editora, ilustrações de Pitum Keil do Amaral.[38]
- 1958 - Queres ouvir? Eu conto histórias para maiores e mais pequenos se entreterem, Portugália Editora, Lisboa[39][40][41]

Diários
- 1939 - Solidão, notas do punho de uma mulher (sob o pseudónimo de João Falco), Seara Nova, Lisboa[42][43]
- 1943 - Apontamentos, editado por ela[44][45]
- 1966 - Solidão II, Portugália Editora, Lisboa[42]

Crónicas
- 1956 - O pouco e o Muito - Crónica Urbana, editado por ela, reeditado em 1997 pela Editorial Presença[46]
- 1958 - Crónicas da Serra, Livraria Bertrand, Lisboa; reeditado em 1997 pela Editorial Presença[47]

Com o pseudónimo João Falco:
- 1940 - Idem, editado por ela, Lisboa
- 1940 - Lisboa e quem cá Vive, Colecção à Pena, Seara Nova
- 1942 - Esta Cidade!, editado por ela, reeditado em 1995 pela Editorial Presença[49]

Obra pedagógica
- 1933 - "Critica à actividade da «Maison dês Petits» anexa ao Instituto Jean-Jacques Rosseau", "Relatório sobre as escolas maternais de Paris", "Os Jardins d’Enfants de Bruxelas", "Bases para um programa de escola infantil", "O método Decroly ou dos centros de interesse", em Relatórios das viagens de estudo dos bolseiros, Junta de Educação Nacional, Lisboa[51][52]
- 1934 - A contribuição do desenho para o ensino elementar sobre o Império colonial Português, em A formação do espírito colonial na escola primária portuguesa, Serviços de Orientação Pedagógica da Direcção Geral do Ensino Primário, Imprensa Nacional, Lisboa
- 1935 - Prelecção realizada aos professores do distrito escolar de Coimbra, em 25 de Janeiro de 1934, e repetida aos de Beja, em 1 de Fevereiro", em Prelectores inaugurais, Direcção Geral do Ensino Primário, Serviços de Orientação Pedagógica, Imprensa Nacional, Lisboa
- 1937 - Froebel e Montessori/ O trabalho manual na escola, Lisboa, Cadernos da Seara Nova (utilizou o pseudónimo Manuel Soares) [53]
- 1938 - O primeiro ensino, volume I e II, Lisboa, Cadernos da Seara Nova – Estudos Pedagógicos (utilizou o pseudónimo Manuel Soares) [54]
- 1940 - A iniciação do cálculo, Cadernos da Seara Nova – Estudos Pedagógicos, (utilizou o pseudónimo Manuel Soares) [55]
- 1942 - A psicologia do desenho infantil, Lisboa, Seara Nova
- 1942 - Modernas tendências da educação, ilustrações da Ilda Moreira, Lisboa, Edições Cosmos[56]
- 1944 - Educação (Palestra), Lisboa, Seara Nova
- 1944 - Inquérito ao livro em Portugal – I, Editores e livreiros, Seara Nova, Lisboa[57]
- 1946 - Inquérito ao livro em Portugal – II, Editores e livreiros, Lisboa, Seara Nova[58]